# Selvazzano Dentro
Selvazzano Dentro es una localidad y comune italiana de la provincia de Padua, región de Véneto, con 22.027 habitantes.

## Evolución demográfica
| Gráfica de evolución demográfica de Selvazzano Dentro entre 1861 y 2001 |
|                                                                         |
| Fuente ISTAT - elaboración gráfica de Wikipedia                         |